# Malleus candeanus
Malleus candeanus is een tweekleppigensoort uit de familie van de Malleidae. De wetenschappelijke naam van de soort werd in 1853 voor het eerst geldig gepubliceerd door Alcide d'Orbigny.